# The Husband's Message
The Husband's Message (« Le Message de l'époux ») est un poème en vieil anglais qui figure dans le Livre d'Exeter.
Il est long de 53 vers environ, mais la page du manuscrit sur laquelle il figure a été partiellement brûlée et son texte est donc lacunaire en plusieurs endroits. Ce qui peut en être lu décrit un message envoyé par un homme à sa compagne, restée au pays alors que lui a pris la mer. Il lui décrit sa prospérité actuelle et l'invite à le rejoindre.
Bien qu'il soit souvent classé avec les élégies, c'est un texte résolument optimiste. Ni le mari, ni le femme ne sont dans des situations particulièrement mauvaises, contrairement aux protagonistes d'autres élégies du Livre d'Exeter comme Deor ou The Wife's Lament.
Le narrateur du poème n'est pas l'époux, mais le bâton qui porte le message adressé à sa femme, gravé en runes. La prosopopée est une figure de style courante dans les énigmes anglo-saxonnes, ce qui a poussé certains chercheurs à considérer que The Husband's Message en est une, comme le texte qui le précède immédiatement dans le manuscrit, l'énigme 60 (en).